# August Sundh
August Sundh, född 22 juni 1864 i Persberg, Färnebo socken, död 3 mars 1940 i Hastings-on-Hudson, var en svenskamerikansk uppfinnare och företagare.
August Sundh var son till gruvarbetaren Lars Jonson Sundh. Efter skolgång i sammanlagt sex veckor kom Sundh fjorton år gammal till Arendal, Norge, där han arbetade vid ett smältverk. Han begav sig sedan till Ryssland, där han först blev anställd vid en järngruva i Archangelsk och senare blev lokförare. Efter att ha återkommit till Sverige var han en tid belysningsmästare vid en nöjespark i Göteborg. 1887 emigrerade han till USA och blev hissinstallatör hos Otis Elevator Company i New York. 1888 fick han arrangera en utställning av firmans elektriska hissar i Frankfurt am Main. 1900 blev han medlem av firmans forskningsavdelning och 1912–1922 var han dess främste forskningsingenjör. Från 1922 till 1934 var han konsulterande ingenjör i företaget. Han blev amerikansk medborgare 1902. Sundh innehade 219 egna patent och var delägare i 29 andra. En av Sundhs mest betydande uppfinningar, varpå han 1898 erhöll patent, var en manöverinrättning för elektriska hissar, varigenom hissen automatiskt manövrerades antingen utifrån eller inifrån hisskorgen. Andra viktiga uppfinningar var en elektrisk varvtalsregulator för elektriska motorer (1903) och en bensinmätare för instrumentbrädan för bilar (1915). För tillverkning av den elektriska varvtalsregulatorn bilande han 1904 i Newark, New Jersey Sundh Electric Company, som han senare sålde. 1920 grundade han Sundh Engineering & Machine Company i Newark och senare Sundh Manufacturing Company i Cleveland.